# John Lodge Ellerton
John Lodge Ellerton (Cheshire, 11 de gener de 1801 - Londres, 3 de gener de 1873) fou un compositor anglès.
Combatut constantment pel seu pare per la seva afició a la música, hagué d'estudiar sense mestres fins que fou major d'edat, aprenent llavors el contrapunt sota la direcció d'un músic anomenat Terriani.
Va escriure les òperes:
- Issipile;
- Berenice in Arminie;
- Annibale in Capua;
- I sacrifizio d'Epito;
- Andromacca;
- Il carnavale di Venezia;
- Il marito a vista;
- Carlo Rosa;
- Lucinda;
- Domenica;
- The Bridal of Greermain;

A més se li deu l'oratori The Paradise lost, sis misses, antífones, motets, duets, simfonies, obertures, quintets, quartets, trios sonates.